# Joseph Édouard de Gernon
Joseph Édouard de Gernon, né le 3 mai 1811 à Tours et mort à Bordeaux le 13 décembre 1878, est un peintre français.

## Biographie
Joseph Édouard de Gernon est le fils de Richard de Gernon, négociant, et de Louise Antoinette Goux.
Il épouse Catherine Eucariste Foussat.
Élève de Coignet et Picot, il expose au Salon de 1837 à 1861, et reçoit une médaille de bronze en 1840 et d'argent en 1842.
Il meurt à Bordeaux à l'âge de 67 ans.